# Thaumatogryllus cavicola
Thaumatogryllus cavicola är en insektsart som beskrevs av Gurney och D.C.F. Rentz 1978. Thaumatogryllus cavicola ingår i släktet Thaumatogryllus och familjen syrsor. IUCN kategoriserar arten globalt som sårbar. Inga underarter finns listade i Catalogue of Life.